# 卓蘭層
卓蘭層（Cholan Formation 或 Zhuolan Formation）是日本學者鳥居敬造於1935年命名的地層，它的標準岩層地點在台湾苗栗縣卓蘭鎮。

## 简介
卓蘭層主要由砂岩、粉砂岩、頁岩與泥岩堆疊而成，因結構鬆散，地層內的化石岩化程度不高，很容易風化。
這個地層主要分佈於台灣西麓，平均厚度約2000m，鐵砧山即可見到這種地層的露出處，因為砂岩和頁岩的抗蝕力不相等，所以在互層的露出之處，常形成一邊陡坡或懸崖，另一邊卻是緩坡的單面山等地形。
對於地層的形成年代說法，地質學家說法不一，多數人主張它生成於上新世與更新世之間，年代介於180萬年至200多萬年，甚至有人主張它可能更久。
地層內偶見塊狀與棒狀的炭化木化石，以及波痕與交錯層，也常見貝類、海膽、蟹、有孔蟲等海生動物化石，是一個常見「淺海相沉積物」的地層。